# Partido judicial de Azpeitia
El partido judicial de Azpeitia (en euskera Azpeitiko barruti judiziala) es el partido judicial n.º 2 de la provincia de Guipúzcoa  y uno de los seis partidos en los que se divide dicha provincia, en la comunidad autónoma del País Vasco, España.

## Ámbito geográfico
Municipios:
- Aizarnazábal
- Aya
- Azcoitia
- Azpeitia
- Beizama
- Bidegoyan
- Cestona
- Guetaria
- Régil
- Zarauz
- Zumaya